# Андреас Арцруні
Андреас Арцруні (27 листопада (9 грудня) 1847, Москва — 10 (22) вересня 1898, Гогенгоннеф-на-Рейні) — російський мінералог вірменського походження, один із засновників геохімії; брат Григора Арцруні.

## Біографія
Андреас Арцруні походив із знатного вірменського роду Арцрунідів, який грав значну політичну роль у Вірменії і Візантії. Його батько, Єремія Арцруні, був генерал-майором Кавказької армії. У дитинстві Арцруні виховувався в Німеччині. 1863 року закінчив курс Тифліської гімназії. Слухав лекції в Санкт-Петербурзькому і Дерптському університетах, в останньому прослухав курс, після чого закінчив свою освіту в Гейдельберзькому і Берлінському університетах.
Арцруні був спершу асистентом при мінералогічних кафедрах у Берліні, Бреславлі та Страсбурзі, потім приват-доцентом у Бреславлі. 1883 року присвоєно вчене звання професора мінералогії Бреславського університету, а в 1884 році — професора мінералогії Аахенского університету, кафедру у якому Арцруні займав до самої смерті. Він викладав у Берлінському, Аахенському і Бреславському університетах. Був почесним членом Петербурзького мінералогічного товариства та членом-кореспондентом Петербурзької академії наук.
З 1874 року Арцруні майже щорічно здійснював експедиції в різні місця Кавказу, добрим знавцем якого він був.
1894 року здійснив сходження на Малий Арарат і вперше досліджував його кратер. Три рази Арцруні переносив свої мінералогічні та геологічні дослідження на Урал. Там ним досліджено значну кількість мінералів. За дорученням Мінералогічного товариства провів геологічні дослідження в Сисерті та Нев'янську. У липні 1897 року, під час перебування в Златоусті на VII сесії Міжнародного геологічного конгресу, побував на Таганаї та ознайомився з мінералогічними копальні копальнями Назминського хребта. Також він побував у ряді європейських країн, Британській Гвіані, Болівії, Чилі, Єгипті та інших.
У поїздках по світу Арцруні вивчав не тільки мінералогію та геологію, але й провадив економічні та етнографічні дослідження. Арцруні написав численні праці з геохімії, кристалохімії, мінералогії, петрографії, а також економіки, філософії, етнографії і літератури. Його роботи були надруковані в різних німецьких і російських наукових періодичних виданнях. Багато статей Арцруні було надруковано відомою вірменською газетою «Мшак», що видавалася в Тифлісі його братом Григором Арцруні.
Найціннішим внеском у науку є його твір «Physikalische Chemie der Krystalle», надрукований у Брауншвейзі в 1893 році. Арцруні описав у цій книзі ряди ізоморфізму в геохімії, виділивши десять найважливіших ізоморфних рядів елементів.
Арцруні заснував мінералого-геологічний відділ Кавказького музею в Тифлісі та Уральське мінералогічне товариство. Його ім'ям названо мінерал арцруніт-подвійна сіль сульфату свинцю та хлориду міді, а також геммологічний центр «Арцруніт», заснований у вересні 1997 року при кафедрі мінералогії, петрології і геохімії факультету геології Єреванського державного університету.

## Примітки

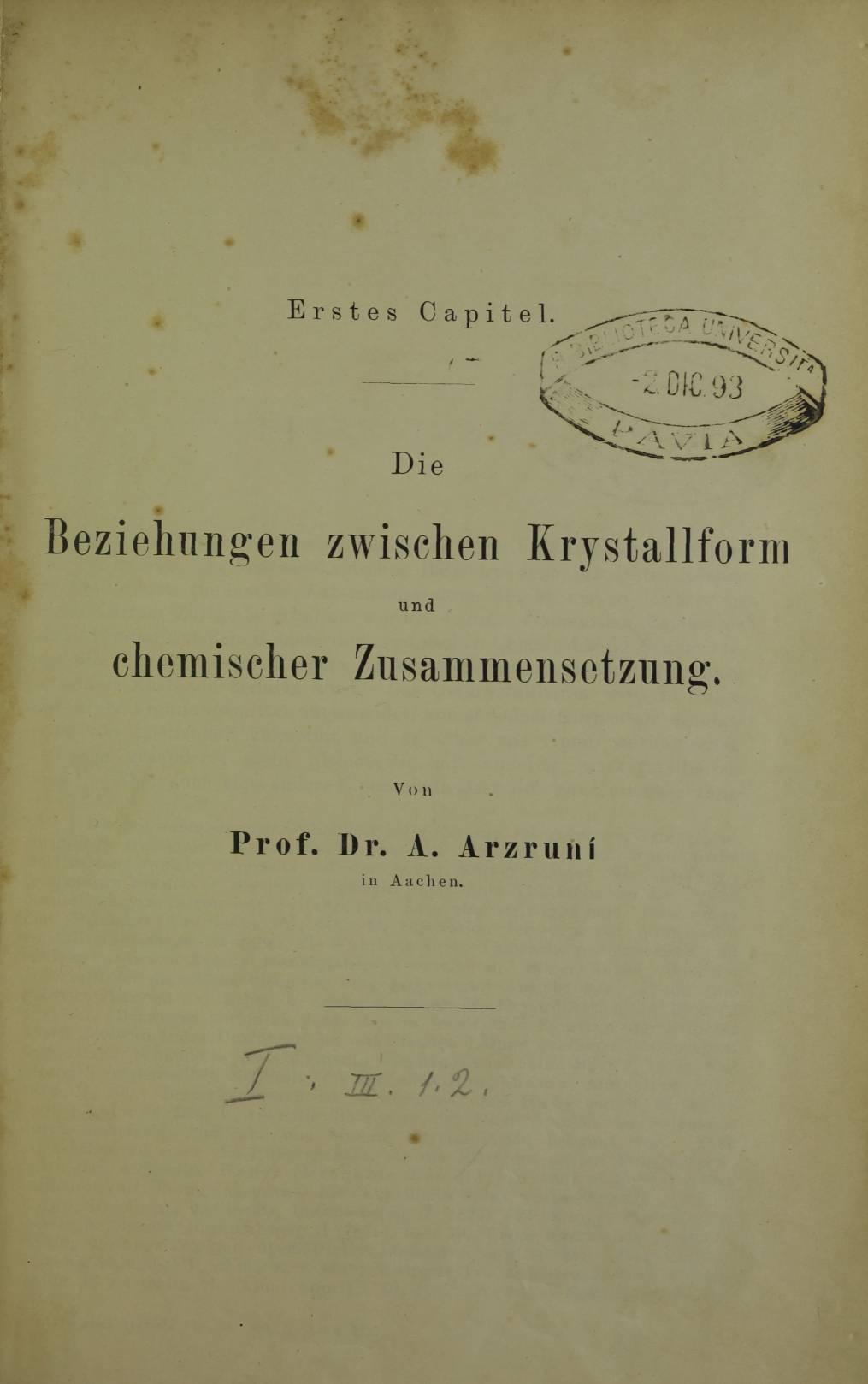
Beziehungen zwischen physikalischen Eigenschaften und chemischer Zusammensetzung der Korper, 1898